# Dekanat nowogródzki
Dekanat nowogródzki – jeden z czterech dekanatów wchodzących w skład eparchii nowogródzkiej Egzarchatu Białoruskiego Patriarchatu Moskiewskiego.

## Parafie w dekanacie
- Parafia Podwyższenia Krzyża Pańskiego w Delatyczach
  - Cerkiew Podwyższenia Krzyża Pańskiego w Delatyczach
- Parafia Narodzenia Najświętszej Maryi Panny w Jatrze
  - Cerkiew Narodzenia Najświętszej Maryi Panny w Jatrze
  - Kaplica Zaśnięcia Najświętszej Maryi Panny w Wołkowiczach
- Parafia św. Jerzego Zwycięzcy w Kupisku
  - Cerkiew św. Jerzego Zwycięzcy w Kupisku
- Parafia św. Proroka Eliasza w Lubczu
  - Cerkiew św. Proroka Eliasza w Lubczu
- Parafia Zaśnięcia Najświętszej Maryi Panny w Ławryszewie
  - Cerkiew Zaśnięcia Najświętszej Maryi Panny w Ławryszewie
- Parafia Kazańskiej Ikony Matki Bożej w Niehniewiczach
  - Cerkiew Kazańskiej Ikony Matki Bożej w Niehniewiczach
- Parafia Ikony Matki Bożej „Nieoczekiwana Radość” w Nowogródku
  - Cerkiew Ikony Matki Bożej „Nieoczekiwana Radość” w Nowogródku
- Parafia Świętych Borysa i Gleba w Nowogródku
  - Sobór Świętych Borysa i Gleba w Nowogródku
- Parafia św. Mikołaja Cudotwórcy w Nowogródku
  - Sobór św. Mikołaja Cudotwórcy w Nowogródku
- Parafia Narodzenia Najświętszej Maryi Panny w Półbrzegu
  - Cerkiew Narodzenia Najświętszej Maryi Panny w Półbrzegu
- Parafia św. Dymitra Sołuńskiego w Szczorsach
  - Cerkiew św. Dymitra Sołuńskiego w Szczorsach
- Parafia Świętych Apostołów Piotra i Pawła w Walówce
  - Cerkiew Świętych Apostołów Piotra i Pawła w Walówce
- Parafia Świętych Apostołów Piotra i Pawła w Wereskowie
  - Cerkiew Świętych Apostołów Piotra i Pawła w Wereskowie
- Parafia św. Jerzego Zwycięzcy w Worobiewiczach Małych
  - Cerkiew św. Jerzego Zwycięzcy w Worobiewiczach Małych
- Parafia św. Jerzego Zwycięzcy w Worobiewiczach Wielkich
  - Cerkiew św. Jerzego Zwycięzcy w Worobiewiczach Wielkich
- Parafia św. Michała Archanioła we Wsielubie
  - Cerkiew św. Michała Archanioła we Wsielubie
  - Cerkiew św. Jerzego Zwycięzcy w okolicy wsi Leszczenka (prewentoryjna)
- Parafia św. Aleksandra Newskiego w Zagórzu Siennieńskim
  - Cerkiew św. Aleksandra Newskiego w Zagórzu Siennieńskim

## Klasztory
- Monaster Ławryszewski

## Galeria

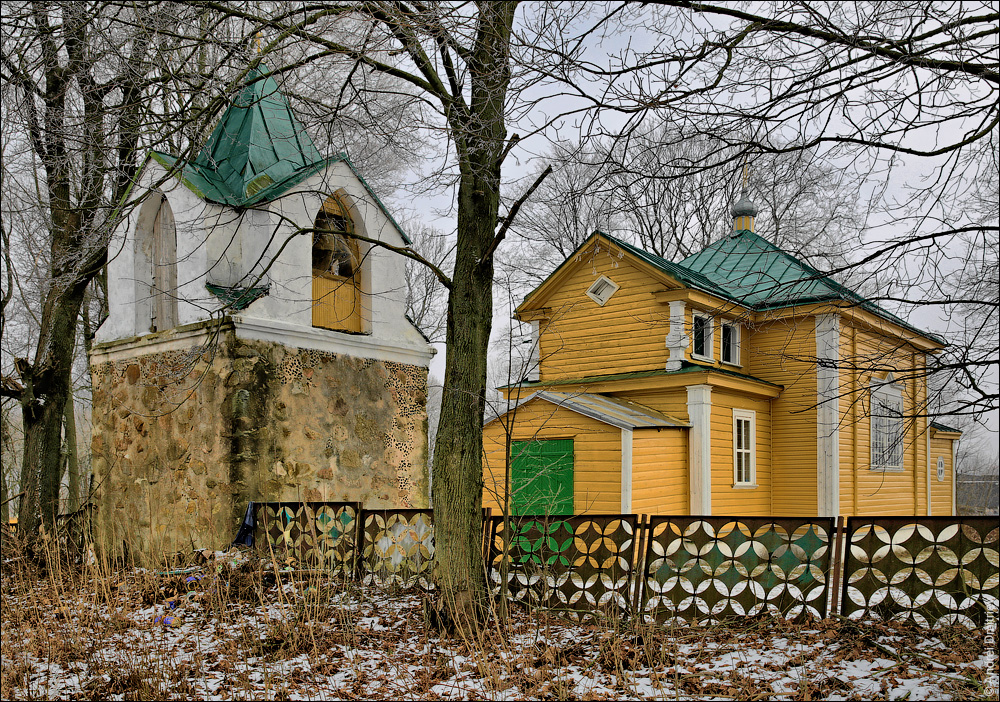
Cerkiew Podwyższenia Krzyża Pańskiego w Delatyczach
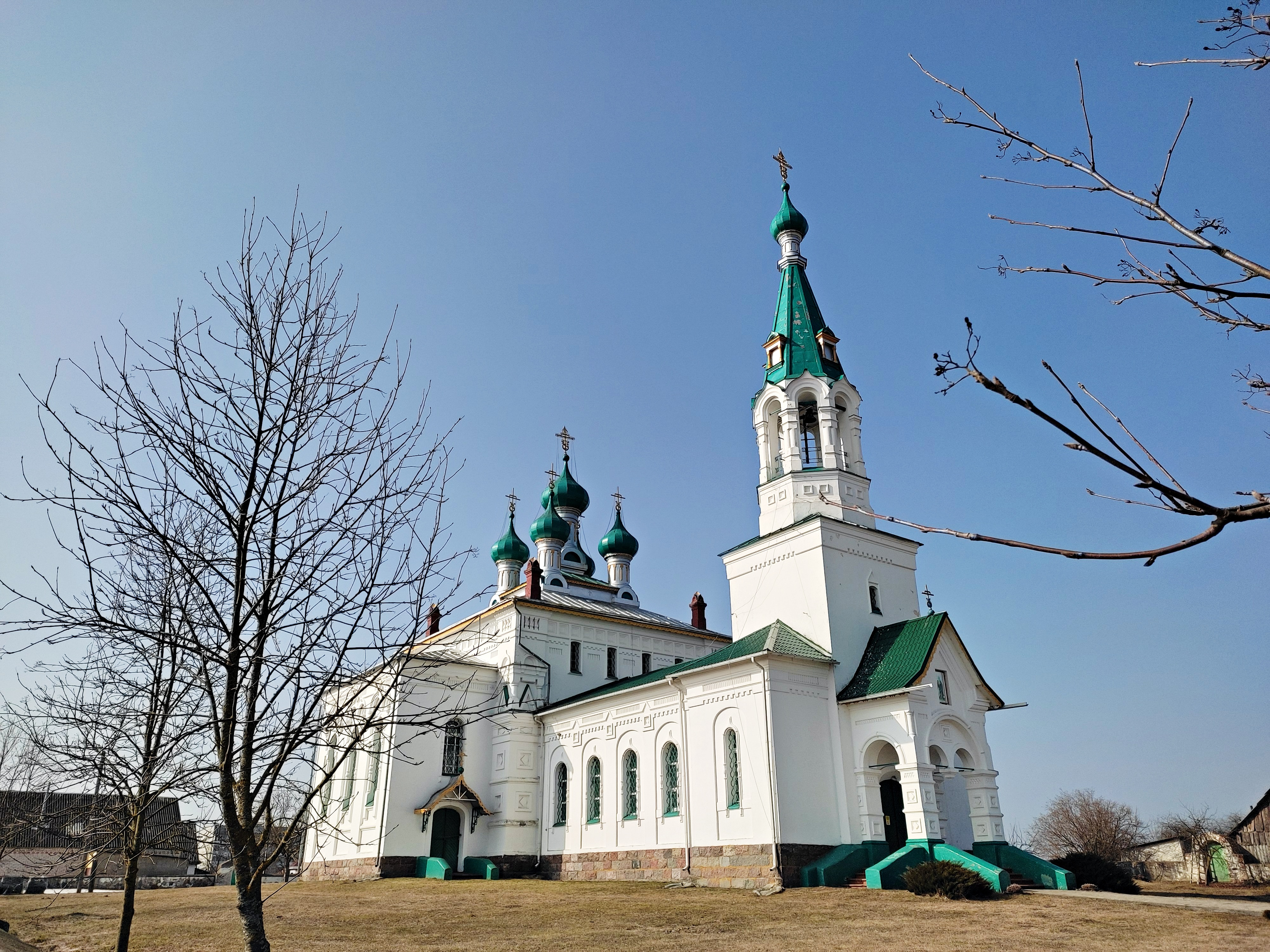
Cerkiew św. Proroka Eliasza w Lubczu
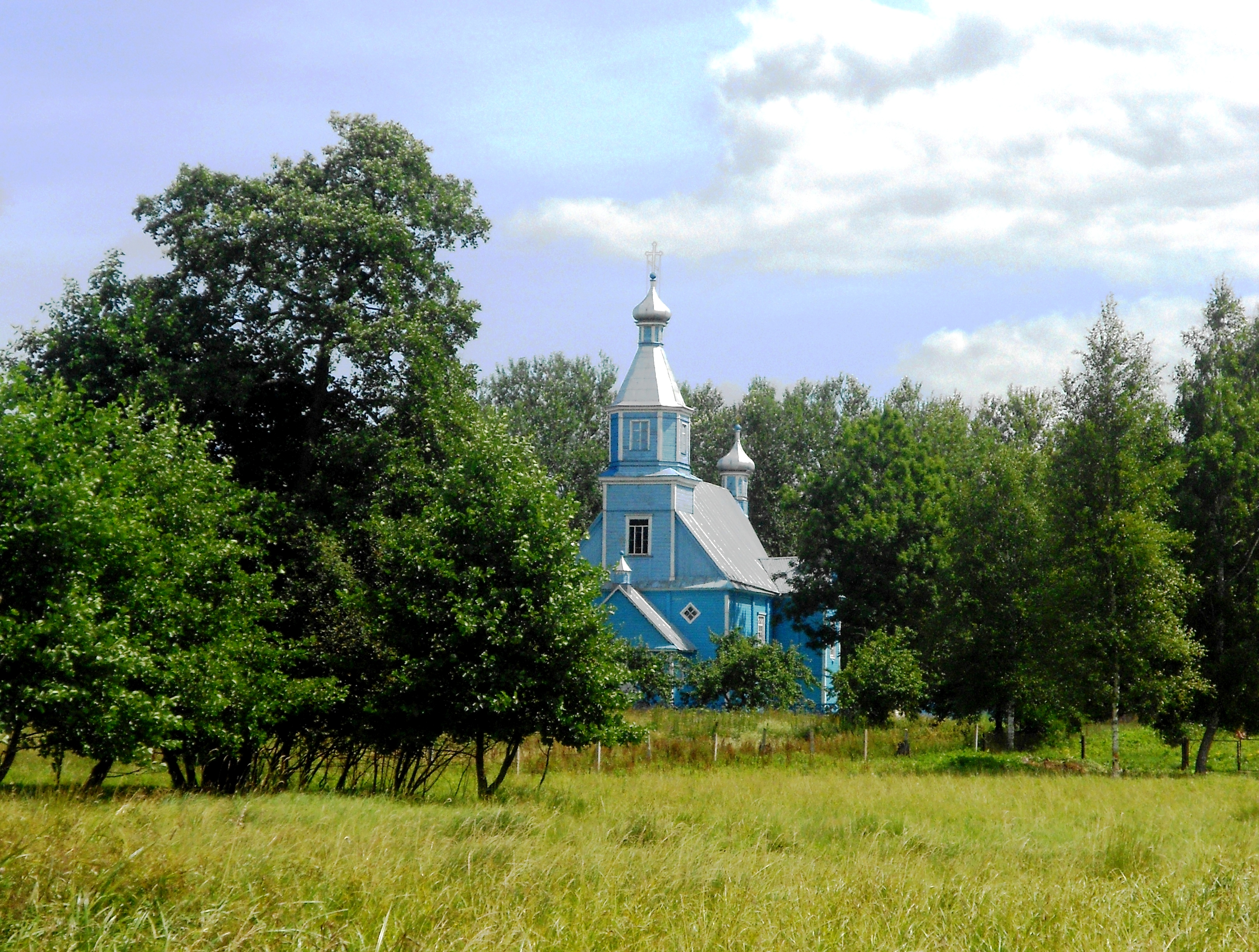
Cerkiew Zaśnięcia Najświętszej Maryi Panny w Ławryszewie
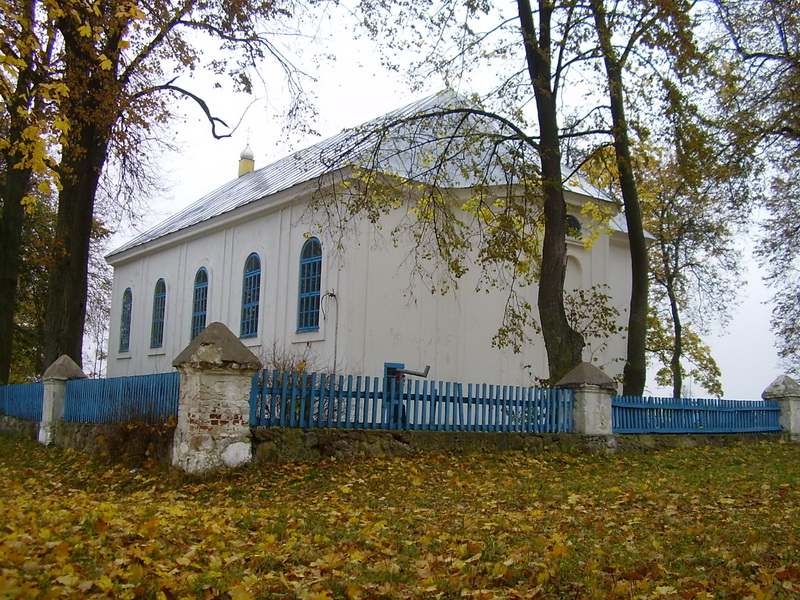
Cerkiew Kazańskiej Ikony Matki Bożej w Niehniewiczach
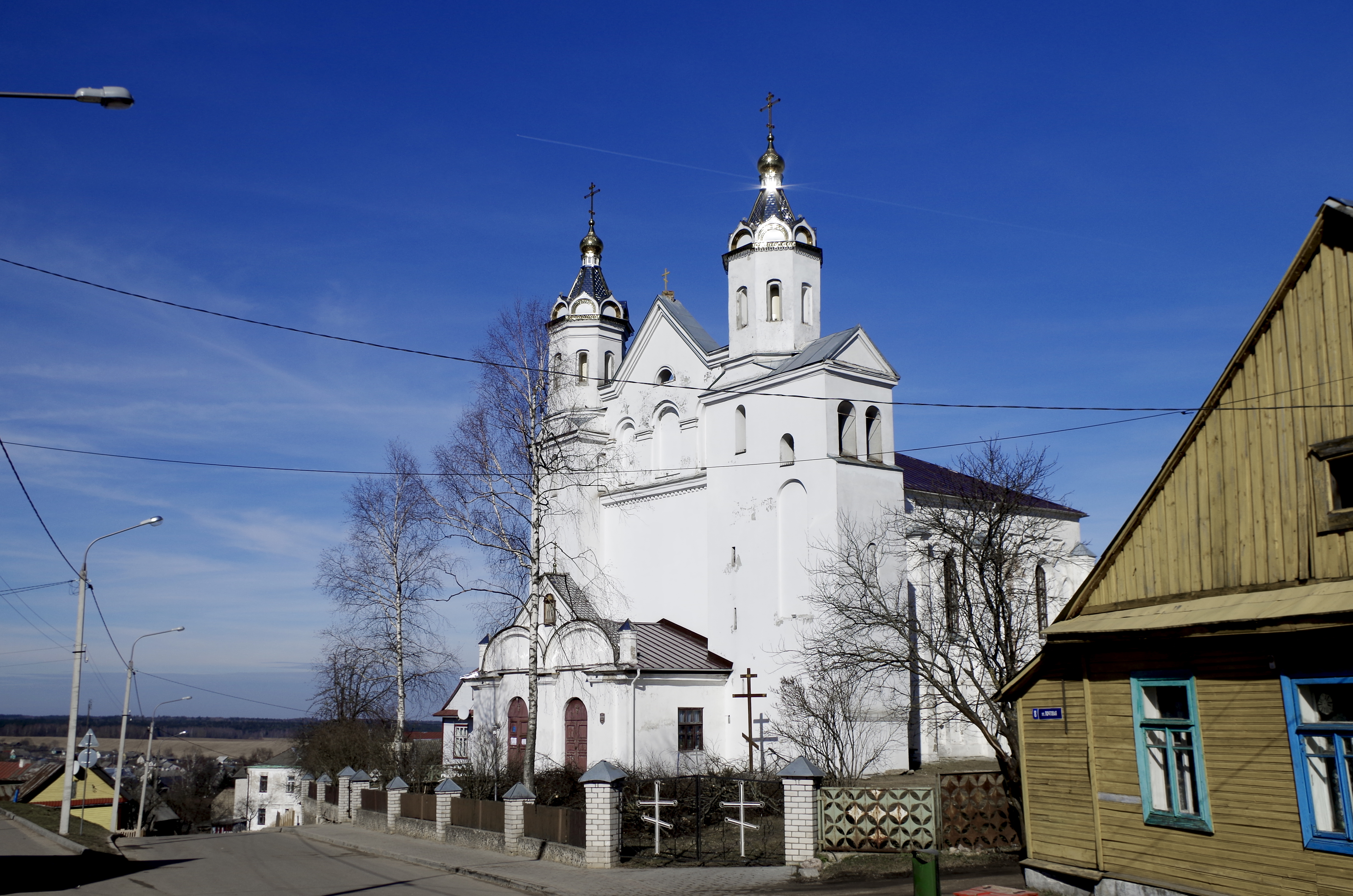
Sobór Świętych Borysa i Gleba w Nowogródku
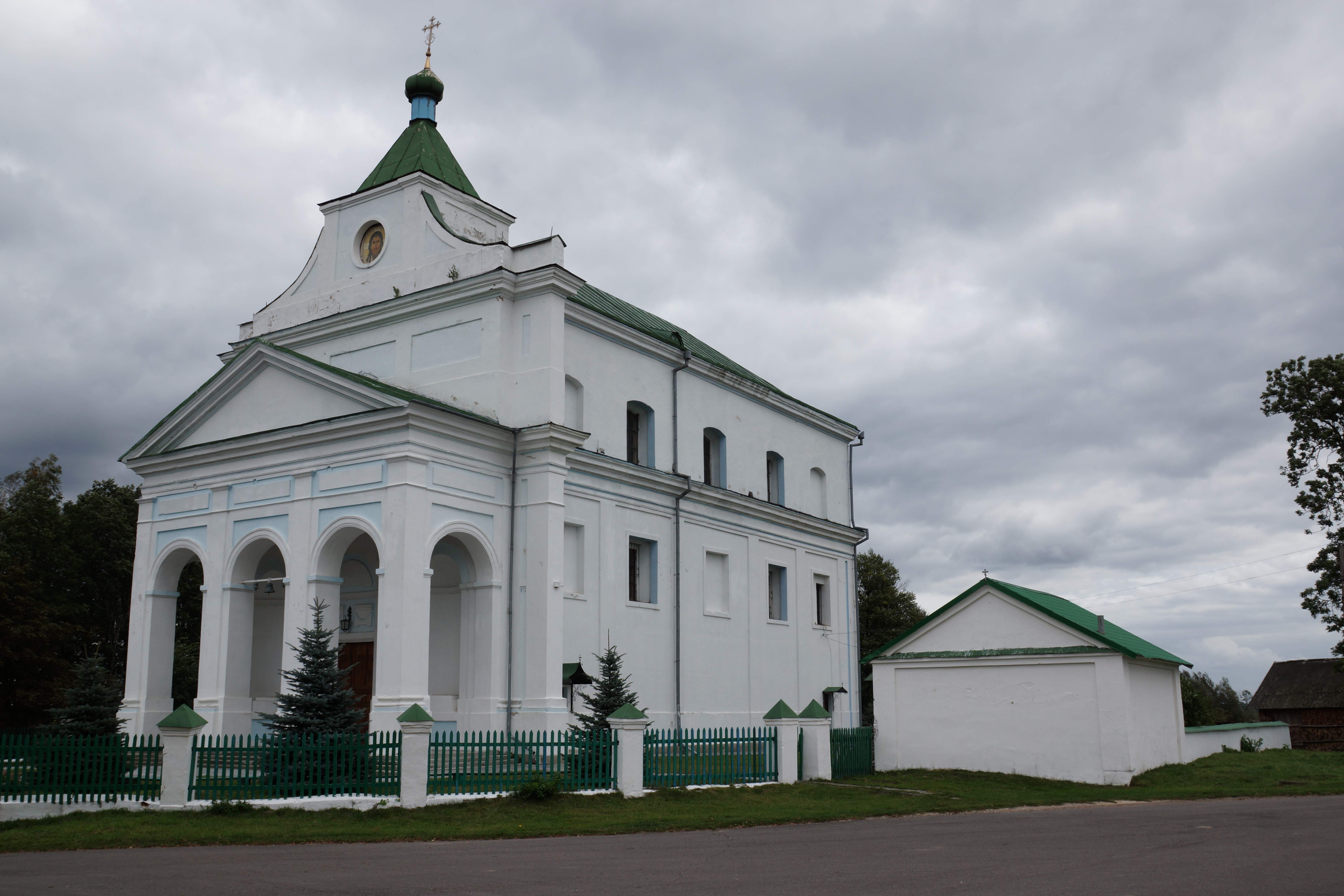
Cerkiew św. Dymitra Sołuńskiego w Szczorsach
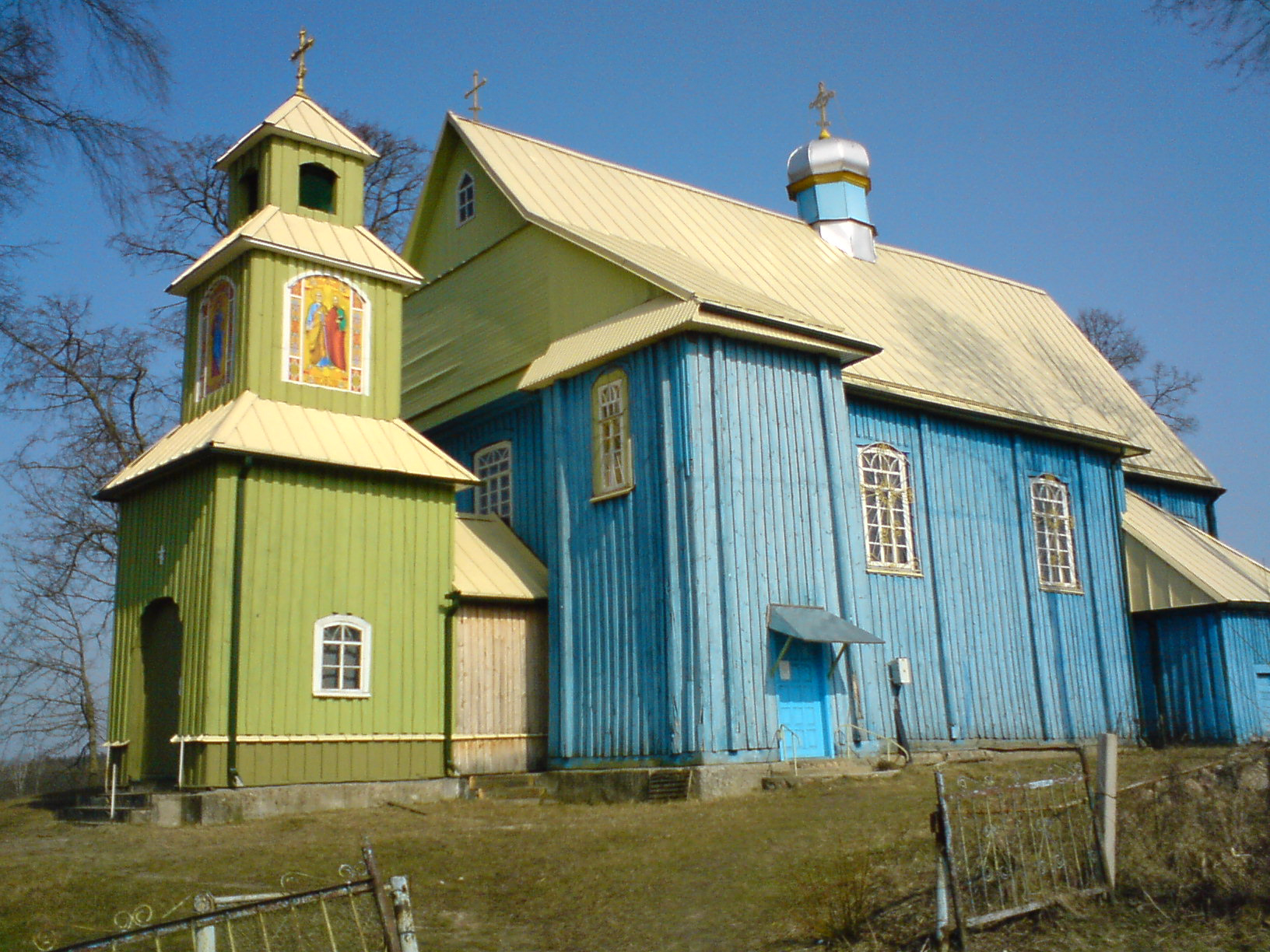
Cerkiew Świętych Piotra i Pawła w Walówce
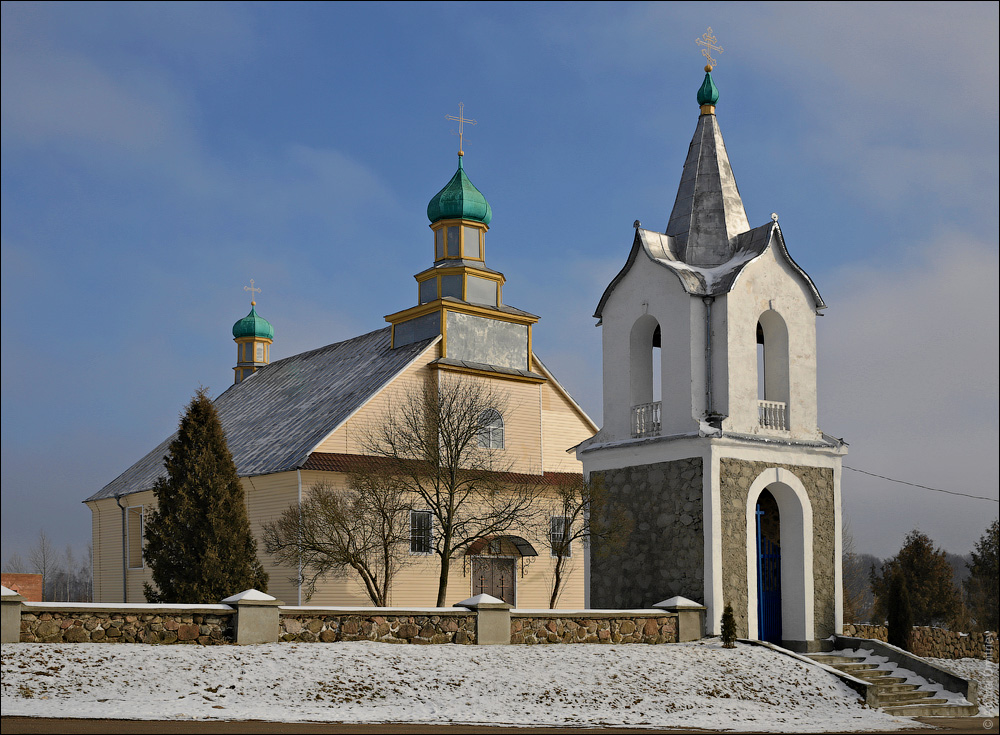
Cerkiew św. Michała Archanioła we Wsielubie